# نبيذ فوار

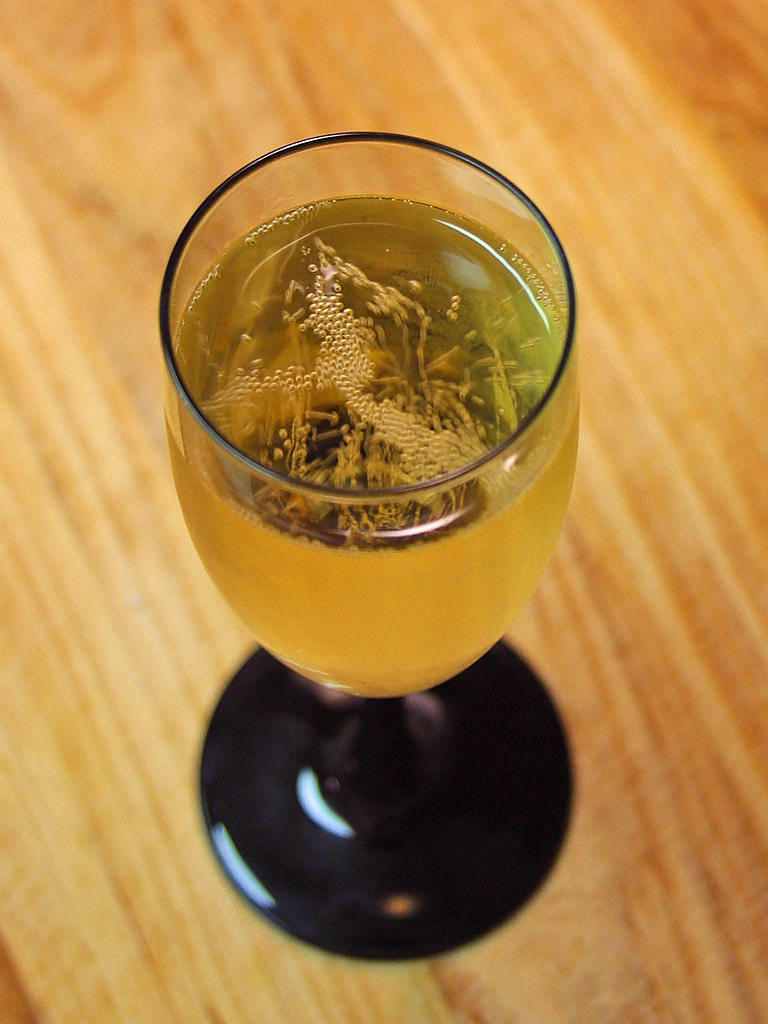
كأس من النبيذ الفوار

النبيذ الفَوَّار أو الخمر الفَوارَّة أو النبيذ الغازي كالشامبانيا يصنع من النبيذ الأبيض، أو النبيذ الوردي، وبعض النبيذ الغازي ذو جودة عالية يصنع مؤخرا من النبيذ الأحمر الأسترالي «شيراز».
النبيذ الغازي هو النبيذ الذي يطلق ثاني أكسيد الكربون في فقاعات.
ويقتضي النظام الحالي في الولايات المتحدة إن مايعرف شبه عامة بالنبيذ الفوار باسم «شامبانيا» كي يستخدم على شركات إنتاج النبيذ الفوار أن تظهر علامة بجوار الاسم «مكان المنشأ الفعلي» من أجل منع أي ارتباك ممكن المستهلكين. العديد من منتجي النبيذ الفوار في الولايات المتحدة لم يعد يجد مصطلح «شامبانيا» مفيد في التسويق ويفضل دعوة منتجاتهم «النبيذ الفوار».